# Сигма (слово)
Сигма (велико слово Σ, мало слово σ, мала слово у завршној позицији речи ς; Грчки: σίγμα) је осамнаесто слово грчког алфабета. У систему грчких бројева има вредност 200. У општој математици, велика слова Σ се користе као оператор за сабирање. Када се користи на крају речи са великим словима (оне која не користи сва велика слова), користи се финални облик (ς). У стгрч. Ὀδυσσεύς (Одисеј), на пример, две мале сигме (σ) у центру имена се разликују од последње речи (ς) на крају. Латинско слово S потиче од сигме, док ћирилично слово С потиче од лунастог облика овог слова.